# Liste der Abgeordneten der Landstände des Großherzogtums Hessen (35. Wahlperiode)
Diese Liste stellt die Abgeordneten des 35. (und letzten) Landtags des Großherzogtums Hessen, gewählt im Jahr 1911, dar. Da die Wahl des 36. Landtags kriegsbedingt nicht erfolgte, wurden die gewählten Abgeordneten auch die Abgeordneten des 36. Landtags, bis sein Mandat mit der Novemberrevolution 1918 endete.
Der Landtag bestand aus zwei Kammern.

## Erste Kammer
Präsidium:
- Erster Präsident: Graf Emil von Schlitz, genannt von Görtz in Schlitz
- Zweiter Präsident: Fürst zu Solms-Hohensolms-Lich
- Dritter Präsident: Freiherr Cornelius Wilhelm von Heyl zu Herrnsheim
- Schriftführer: Fürst Isenburg-Birstein
- Schriftführer: Oberstallmeister Moritz Riedesel Freiherr zu Eisenbach

Mitglieder:
- Standesherren
  - Friedrich Wilhelm zu Ysenburg und Büdingen
  - Christian-Ernst zu Stolberg-Wernigerode
  - Emich zu Leiningen
  - Karl zu Solms-Hohensolms-Lich
  - Franz-Josef zu Ysenburg-Büdingen
  - Aloys zu Löwenstein-Wertheim-Rosenberg
  - Alexander zu Erbach-Schönberg, vertreten durch Victor zu Erbach-Schönberg
  - Wolfgang zu Ysenburg und Büdingen
  - Jost-Christian zu Stolberg-Roßla-Ortenberg, vertreten durch Kuno zu Stolberg-Roßla-Ortenberg bzw. als Nacherbe Christoph Martin zu Stolberg-Roßla
  - Georg Friedrich zu Solms-Braunfels, vertreten durch Friedrich zu Solms-Braunfels
  - Georg Albrecht (IV.) zu Erbach-Erbach
  - Graf Emil von Schlitz, genannt von Görtz in Schlitz
  - Adalbert zu Erbach-Fürstenau
  - Gustav Graf zu Ysenburg und Büdingen in Meerholz
  - Karl Franz zu Solms-Rödelheim
  - Georg Friedrich (Solms-Laubach)
- Der Senior der Familie Riedesel, Erbmarschall Ludwig Riedesel zu Eisenbach
- Der katholische Landesbischof Georg Heinrich Kirstein vertreten durch Domkapitular Ludwig Bendix
- Der evangelische Prälat Friedrich Flöring
- Für die Landesuniversität Gießen: Geheimrat Arthur Benno Schmidt
- Für die Technische Hochschule Darmstadt: Geheimer Baurat Alexander Koch
- Grundbesitzender Adel:
  - Moritz Riedesel zu Eisenbach
  - Philipp Wambold von Umstadt in Birkenau
- Vom Großherzog auf Lebenszeit berufen:
  - Cornelius Wilhelm von Heyl zu Herrnsheim
  - Erasmus Kittler
  - Karl Kleinschmidt, Justizrat
  - Louis Merck, Geheimer Kommerzienrat in Darmstadt
  - Otto Gastell, Fabrikant in Mainz
  - Carl Parcus, Präsident der Handelskammer Darmstadt
  - Friedrich Stroh, Geheimer Kommerzienrat in Offenbach
  - Wilhelm Gail, Geheimer Kommerzienrat in Gießen
  - Ludwig Strecker, Geheimer Kommerzienrat in Mainz
  - Wilhelm Joseph Valckenberg, Geheimer Kommerzienrat in Worms
  - Philipp Hangen, Landgerichtspräsident in Mainz
  - Karl Göttelmann, Oberbürgermeister in Mainz
- Als Vertreter des Handels, der Industrie, der Landwirtschaft und des Handwerks
  - Franz Bamberger, Präsident der Handelskammer zu Mainz
  - Wilhelm Haas, Vorsitzender der Landwirtschaftskammer für Hessen
  - Jean Falk, Vorsitzender der Handwerkskammer

## Zweite Kammer

### Wahl
Die Wahl der zweiten Kammer erfolgte am 3. November 1911.
| Partei            | Stimmen absolut | Stimmenanteil | Sitze    | Veränderung |
| ----------------- | --------------- | ------------- | -------- | ----------- |
| SPD               | 54.452          | 33,7 %        | 8 Sitze  | 3 Sitze +   |
| FVP               | 30.682          | 19,0 %        | 8 Sitze  | 5 Sitze +   |
| NLP               | 30.682          | 17,2 %        | 17 Sitze | 3 Sitze -   |
| Zentrum           | 22.874          | 14,2 %        | 9 Sitze  | 1 Sitz +    |
| HBB               | 21.387          | 13,2 %        | 15 Sitze | 4 Sitze +   |
| Sonstige/Ungültig | 5.032           | 2,7 %         | 1 Sitz   | unverändert |

### Präsidium
- Erster Präsident: Heinrich Köhler (NLP), Oberbürgermeister in Worms
- Zweiter Präsident: Gustav Korell
- Dritter Präsident: Adam Joseph Johann Schmitt (Zentrum)
- Schriftführer: Ernst Christian Finger
- Schriftführer: Carl Adam Damm (FVP)

### Mitglieder
| Mitglied                             | Partei  | Wahlbezirk                                              | Anmerkungen                                                  |
| ------------------------------------ | ------- | ------------------------------------------------------- | ------------------------------------------------------------ |
| Bernhard Adelung                     | SPD     | Starkenburg 17/Bieber-Mühlheim                          |                                                              |
| Louis Auler                          | NLP     | Starkenburg 11/Bensheim-Zwingenberg                     |                                                              |
| Jakob Bach                           | NLP     | Rheinhessen 12/Mainz I                                  |                                                              |
| Wilhelm Bähr                         | HBB     | Oberhessen 13/Büdingen                                  |                                                              |
| Heinrich Berthold                    | SPD     | Starkenburg 15/Bischofsheim-Rüsselsheim (Groß-Gerau II) |                                                              |
| Franz Best                           | NLP     | Rheinhessen 4/Osthofen                                  |                                                              |
| Johann Georg Bickel                  | NLP     | Starkenburg 4/Wald-Michelbach                           | ab 9. Juli 1918 als Nachfolger für Rudolf Wünzer             |
| Johann Georg Boxheimer               | Zentrum | Starkenburg 9/Lampertheim                               |                                                              |
| Heinrich Brauer                      | HBB     | Oberhessen 7/Homberg                                    |                                                              |
| Karl Breidenbach                     | HBB     | Oberhessen 2/Echzell-Reichelsheim                       |                                                              |
| Otto Rudolf von Brentano di Tremezzo | Zentrum | Rheinhessen 11/Bingen-Land                              |                                                              |
| Heinrich Busold                      | SPD     | Oberhessen 14/Vilbel                                    | 1915 verstorben. Nachrücker wurde Hermann Neumann            |
| Eugen Calman                         | NLP     | Rheinhessen 2/Alzey                                     | Nachfolger von Edmund Diehl nach dessen Mandatsniederlegung  |
| Karl Damm                            | FVP     | Oberhessen 17/Friedberg                                 | Schriftführer                                                |
| Gustav Adolf Dehlinger               | HBB     | Starkenburg 12/Gernsheim-Pfungstadt                     | ab 1918 als Nachfolger von Jakob Friedrich                   |
| Edmund Diehl                         | NLP     | Rheinhessen 2/Alzey                                     | Nachfolger wurde Eugen Calman                                |
| Wilhelm II. Dorsch                   | HBB     | Oberhessen 12/Nidda                                     |                                                              |
| Leonhard Eißnert                     | SPD     | Starkenburg 23/Offenbach II                             |                                                              |
| Wilhelm Fenchel                      | HBB     | Oberhessen 4/Lich                                       |                                                              |
| Ernst Christian Finger               | NLP     | Rheinhessen 1/Pfeddersheim                              | Schriftführer                                                |
| Jakob Friedrich II.                  | HBB     | Starkenburg 12/Gernsheim-Pfungstadt                     | gest. 4. Juli 1914. Nachfolger wurde Gustav Adolf Dehlinger. |
| Heinrich Fulda                       | SPD     | Starkenburg 16/Langen-Neu-Isenburg                      |                                                              |
| Wilhelm Grünewald                    | FVP     | Oberhessen 15/Gießen I                                  |                                                              |
| Friedrich Hartmann                   | SPD     | Starkenburg 3/Höchst im Odenwald                        |                                                              |
| Georg Hauck III.                     | HBB     | Starkenburg 7/Babenhausen-Groß-Umstadt                  |                                                              |
| Franz Xaver Heerdt                   | FVP     | Rheinhessen 14/Mainz III.                               |                                                              |
| August Heidenreich                   | NLP     | Starkenburg 4/Wald-Michelbach                           | bis 1913, Nachfolger wurde Rudolf Wünzer                     |
| Georg Wilhelm von Helmolt            | HBB     | Oberhessen 1/Rodheim-Ober-Rosbach                       |                                                              |
| Konrad Henrich                       | FVP     | Starkenburg 21/Darmstadt III.                           |                                                              |
| Johann Philipp Hofmann               | Zentrum | Starkenburg 9/Lampertheim                               | durch Ergänzungswahl am 9. Juli 1918 eingetreten             |
| Wilhelm Joutz                        | HBB     | Oberhessen 3/Butzbach-Nauheim                           |                                                              |
| Heinrich Köhler                      | NLP     | Rheinhessen 15/Worms I                                  |                                                              |
| Adolf Korell                         | FVP     | Rheinhessen 5/Wörrstadt                                 |                                                              |
| Gustav Korell                        | HBB     | Oberhessen 8/Alsfeld-Land                               | Zweiter Präsident                                            |
| Johann Peter Kredel                  | NLP     | Starkenburg 1/Beerfelden-Hirschhorn-Wimpfen             |                                                              |
| Friedrich Lang                       | NLP     | Starkenburg 2/Michelstadt                               |                                                              |
| Johannes Leun                        | HBB     | Oberhessen 5/Gießen-Land                                |                                                              |
| Eduard Lutz                          | HBB     | Oberhessen 6/Grünberg                                   |                                                              |
| Georg Meiski                         | HBB     | Oberhessen 10/Herbstein                                 |                                                              |
| Friedrich Mergell                    | NLP     | Starkenburg 5/Fürth-Reichelsheim                        |                                                              |
| Joseph Molthan                       | Zentrum | Rheinhessen 7/Nieder-Olm                                |                                                              |
| Ludwig Münch                         | NLP     | Starkenburg 20/Darmstadt II                             |                                                              |
| Hermann Neumann                      | SPD     | Oberhessen 14/Vilbel                                    | ab 1915 als Nachrücker für Busold                            |
| Arthur Osann                         | NLP     | Starkenburg 19/Darmstadt I                              |                                                              |
| Johann Georg Raab                    | SPD     | Starkenburg 13/Eberstadt-Griesheim                      |                                                              |
| Heinrich Reh                         | FVP     | Oberhessen 18/Alsfeld                                   |                                                              |
| Adam Joseph Schmitt                  | Zentrum | Rheinhessen 13/Mainz II                                 | Dritter Präsident                                            |
| Georg Schönberger                    | NLP     | Starkenburg 6/Reinheim                                  |                                                              |
| Friedrich Jakob Schott               | NLP     | Rheinhessen 3/Wöllstein                                 |                                                              |
| Adam Senßfelder                      | HBB     | Starkenburg 14/Groß-Gerau II                            |                                                              |
| David Singer                         | Zentrum | Starkenburg 18/Seligenstadt                             |                                                              |
| Heinrich Wendelin Soherr             | Zentrum | Rheinhessen 17/Bingen                                   |                                                              |
| Karl Stephan                         | NLP     | Rheinhessen 16/Worms II.                                |                                                              |
| Alexander Stöpler                    | NLP     | Oberhessen 9/Lauterbach                                 |                                                              |
| Philip Uebel                         | Zentrum | Starkenburg 8/Lorsch-Heppenheim                         |                                                              |
| Carl Ulrich                          | SPD     | Starkenburg 22/Offenbach I                              |                                                              |
| Otto Urstadt                         | FVP     | Oberhessen 16 / Gießen II                               |                                                              |
| Karl Weber                           | HBB     | Oberhessen 11/Laubach-Schotten                          |                                                              |
| Anton Wiegand                        | Zentrum | Starkenburg 10/Heppenheim-Viernheim                     |                                                              |
| Philipp Winkler                      | NLP     | Rheinhessen 6/Oppenheim                                 |                                                              |
| Friedrich Wolf                       | FVP     | Rheinhessen 10/Ober-Ingelheim                           |                                                              |
| Michael Wolf                         | HBB     | Rheinhessen 8/Nierstein                                 |                                                              |
| Rudolf Wünzer                        | NLP     | Starkenburg 4/Wald-Michelbach                           | bis 9. Juli 1918. Nachfolger wurde Georg Bickel.             |
| Karl Friedrich Joseph Zuckmayer      | Zentrum | Rheinhessen 9/Weisenau                                  |                                                              |